# 台湾護国神社
台湾護国神社（たいわんごこくじんじゃ）は、日本統治時代の台湾台北州台北市大直（現：台北市中山区大直）にあった神社（護国神社）である。

## 祭神

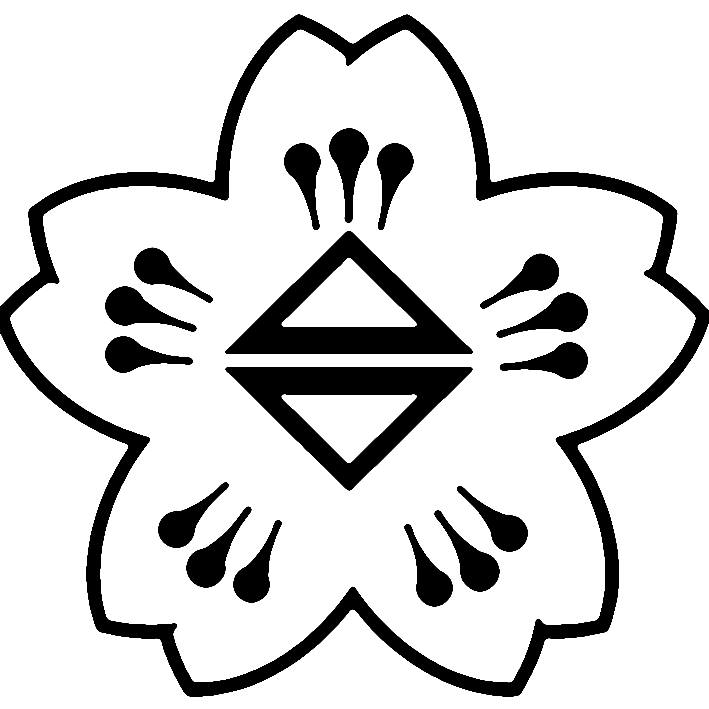
台湾護国神社の社紋。台湾総督府の紋章の意匠が中央に採り入れられている

靖国神社の祭神で台湾に縁故がある国事殉難者を祭神としていた。

## 歴史
1942年（昭和17年）5月23日、台湾総督指定を受け、台湾神宮の東隣に創建された。
1966年、社殿は取り壊され、跡地には国民革命忠烈祠が建設された。